# Уральский областной комитет КП Казахстана
Уральский (до 1962 Западно-Казахстанский) областной комитет КП Казахстана — региональный орган партийного управления в Казакской АССР (1932—1936 годы) и Казахской ССР (1936—1991 годы).
Западно-Казахстанская область была образована 10 марта 1932 года в числе первых 6 областей Казакской АССР. С 5 декабря 1936 — в составе Казахской ССР. Центр — г. Уральск.
3 мая 1962 переименована в Уральскую область.
С 3 мая 1962 по 1 декабря 1964 наряду с Актюбинской и Гурьевской областями входила в состав Западно-Казахстанского края Казахской ССР.
С 6 июля 1992 года — Западно-Казахстанская область.

## Первые секретари Западно-Казахстанского обкома КП(б) / КП Казахстана (1932—1962)
- ПЕРИОД СТАЛИНА (1925-1953 гг.)
- 5.06.1932-02.1934 Максим Аммосов
- 10.03.1934-1937 Измухан Курамысов
- 1937 Садык Сафарбеков
- 1937—1938 Шарип Утепов
- 1938 Хабир Пазиков
- 1938—1939 Исмагул Елеубаев
- 1939—1944 Андрей Василевский
- 1944—1945 Харитон Кругликов
- 1945—1952 Минайдар Салин
- 1952—1954 Мусатай Шахшин
- ПЕРИОД ХРУЩЕВА (1953-1964 гг.)
- 1954—1956 Салимгерей Токтамысов
- 1956-01.1961 Сабир Ниязбеков
- 1961-3.05.1962 Шапет Коспанов

## Первые секретари Уральского обкома КП Казахстана (1962—1991)
- 3.05.1962-12.1962 Шапет Коспанов
- 12.1962-12.1964 (сельский) Шапет Коспанов
- ПЕРИОД БРЕЖНЕВА (1964-1982 гг.)
- 12.1964-04.1975 Шапет Коспанов
- 04.1975-13.06.1986 Мустахим Иксанов
- ПЕРИОД ГОРБАЧЕВА (1985-1991 гг.)
- 13.06.1986-7.09.1991 Нажамеден Искалиев